# Авила (комарка)

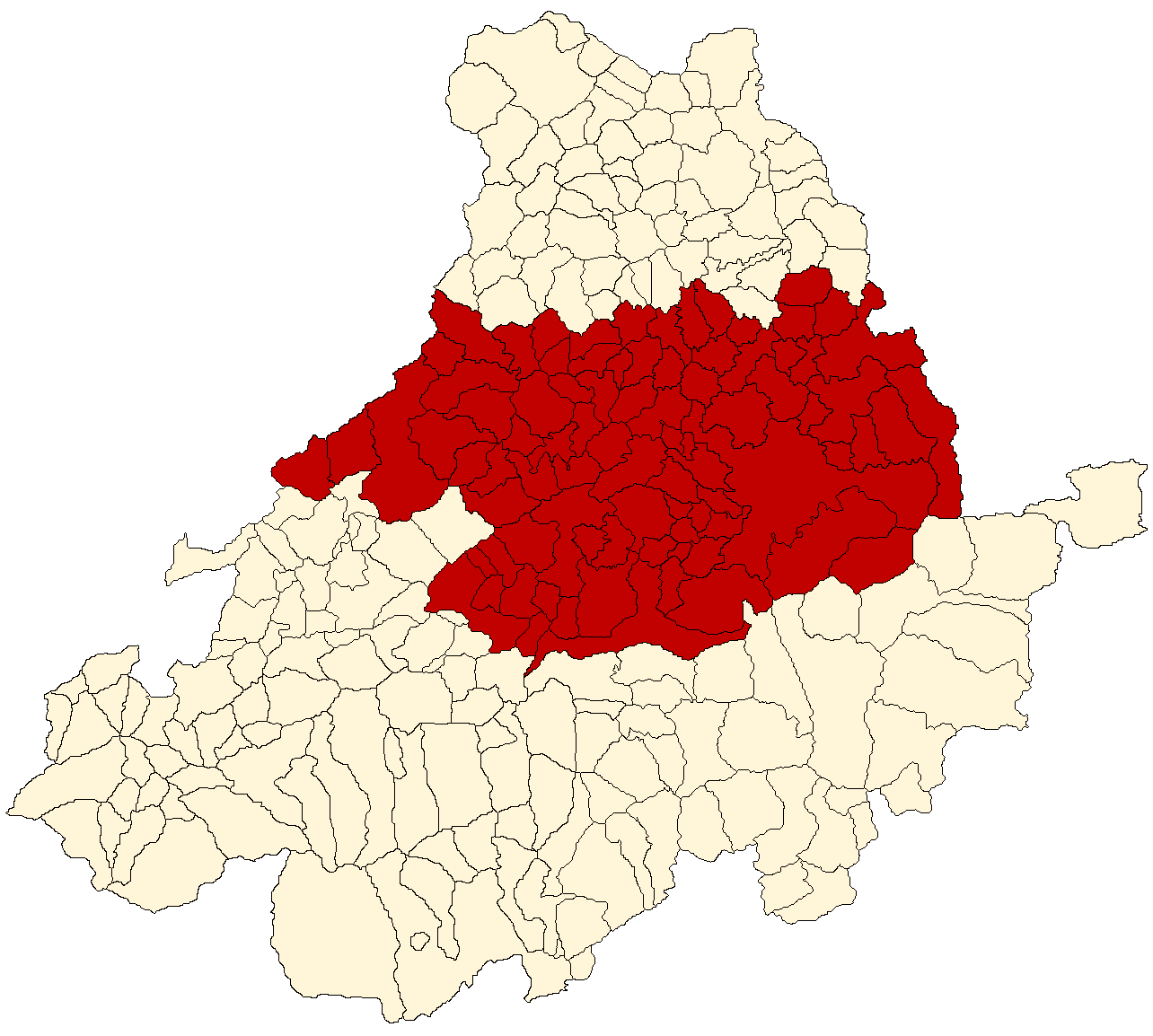

Авила (исп. Comarca de Ávila)  — район (комарка) в Испании, входит в провинцию Авила в составе автономного сообщества Кастилия и Леон.

## Муниципалитеты
1. Альборнос
2. Амавида
3. Авейнте
4. Авила
5. Лас-Берланас
6. Беррокалехо-де-Арагона
7. Бласкомильян
8. Бласкосанчо
9. Брабос
10. Буларрос
11. Кабесас-дель-Вильяр
12. Касасола
13. Карденьоса
14. Сильян
15. Ла-Колилья
16. Чамартин
17. Дьего-дель-Карпио
18. Эль-Фресно
19. Гальегос-де-Альтамирос
20. Гальегос-де-Собринос
21. Хемуньо
22. Готаррендура
23. Грандес-и-Сан-Мартин
24. Эррадон-де-Пинарес
25. Эррерос-де-Сусо
26. Ла-Иха-де-Диос
27. Уртумпаскуаль
28. Маэльо
29. Мансера-де-Арриба
30. Манхабалаго
31. Марлин (Авила)
32. Мартиерреро
33. Медияна-де-Вольтойя
34. Менгамуньос
35. Мингоррия
36. Миронсильо
37. Мируэния-де-лос-Инфансонес
38. Монсалупе
39. Муньяна
40. Муньико
41. Муньогалиндо
42. Муньогранде
43. Муньопепе
44. Муньотельо
45. Наррильос-дель-Ребольяр
46. Наррос-дель-Пуэрто
47. Ниарра
48. Охос-Альбос
49. Эль-Осо (Авила)
50. Падьернос
51. Эль-Парраль
52. Пеньяльба-де-Авила
53. Поведа
54. Посанко
55. Прадосегар
56. Риокабадо
57. Риофрио
58. Сан-Эстебан-де-лос-Патос
59. Сан-Гарсия-де-Инхельмос
60. Сан-Хуан-де-ла-Энсинилья
61. Сан-Хуан-дель-Ольмо
62. Сан-Мигель-де-Серресуэла
63. Сан-Педро-дель-Арройо
64. Санта-Мария-дель-Арройо
65. Санта-Мария-дель-Кубильо
66. Санто-Доминго-де-лас-Посадас
67. Санто-Томе-де-Сабаркос
68. Санчорреха
69. Салобраль
70. Ла-Серрада
71. Сихерес
72. Солана-де-Риоальмар
73. Солосанчо
74. Сотальбо
75. Тольбаньос
76. Торнадисос-де-Авила
77. Ла-Торре (Авила)
78. Вадильо-де-ла-Сьерра
79. Вальдекаса
80. Вега-де-Санта-Мария
81. Велайос
82. Вильяфлор
83. Вильяторо
84. Вита (Авила)